# Schiffshilfssystem
Die Schiffshilfssysteme oder auch Schiffsbetriebsanlagen beinhalten alle Systeme, die für den Schiffsbetrieb benötigt werden.
Die Schiffshilfssysteme lassen sich untergliedern in:

## Schiffshilfssysteme für Hauptmotoren zum Antrieb der Schiffe
- Luftversorgung (Anlaßluft und Arbeitsluft), die
- Brennstoffversorgung das,
- Schmierölsystem, die
- Kühlwassersysteme sowie das
- Abgassysteme und

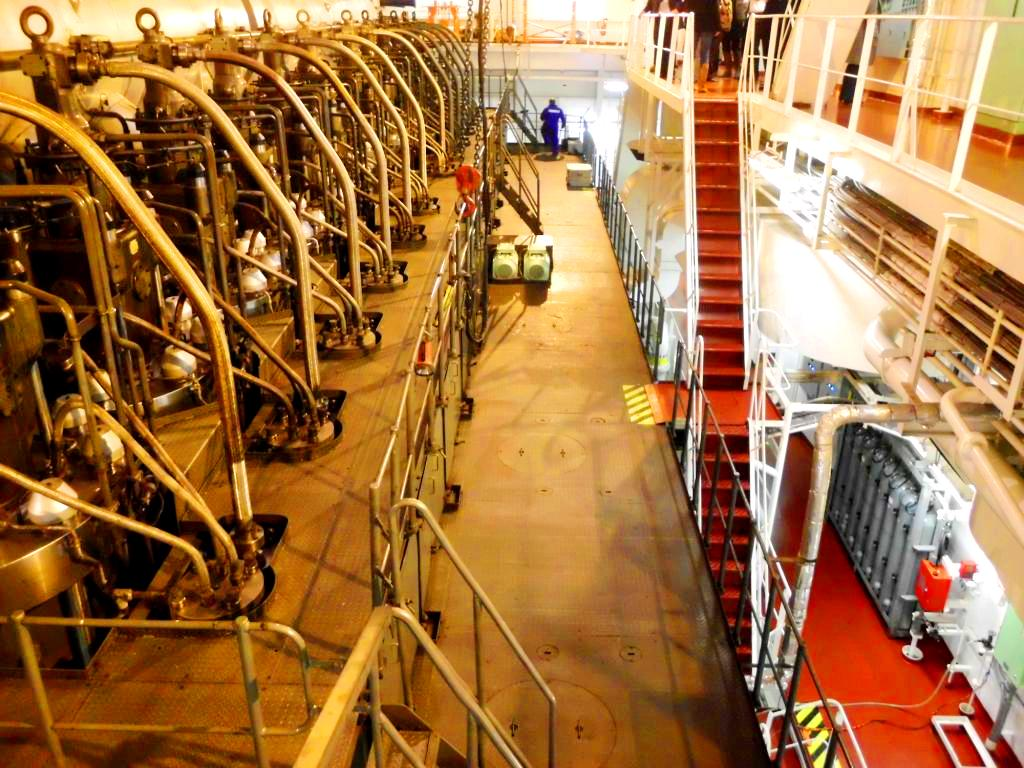
Hauptdiesel
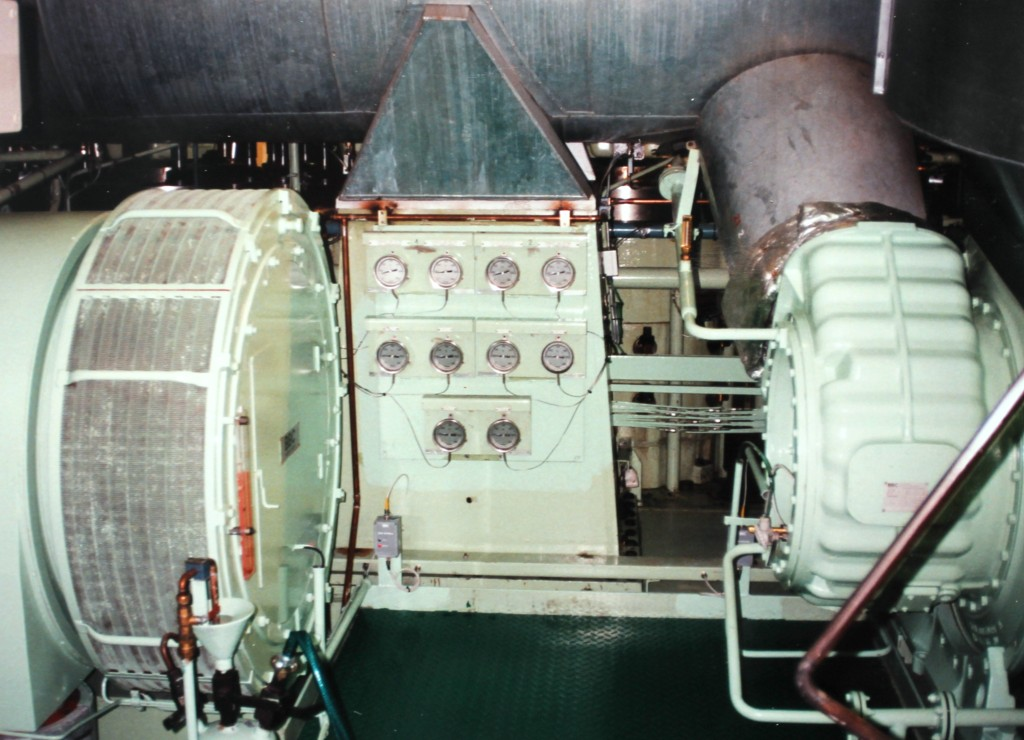
Abgassystem
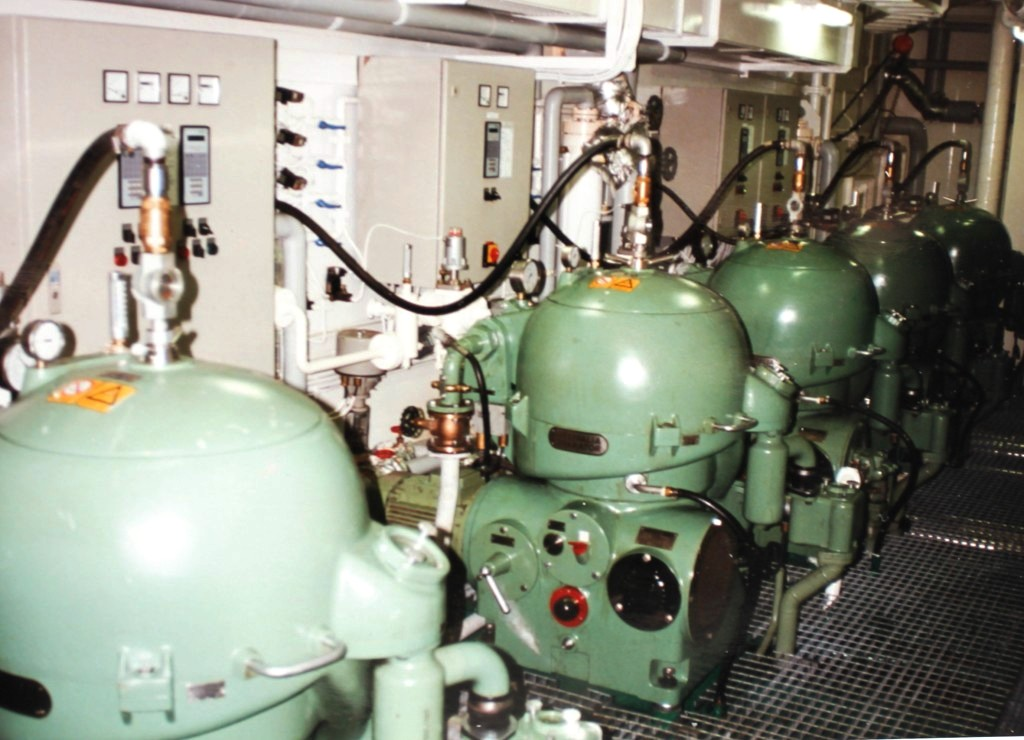
Brennstoffversorgung
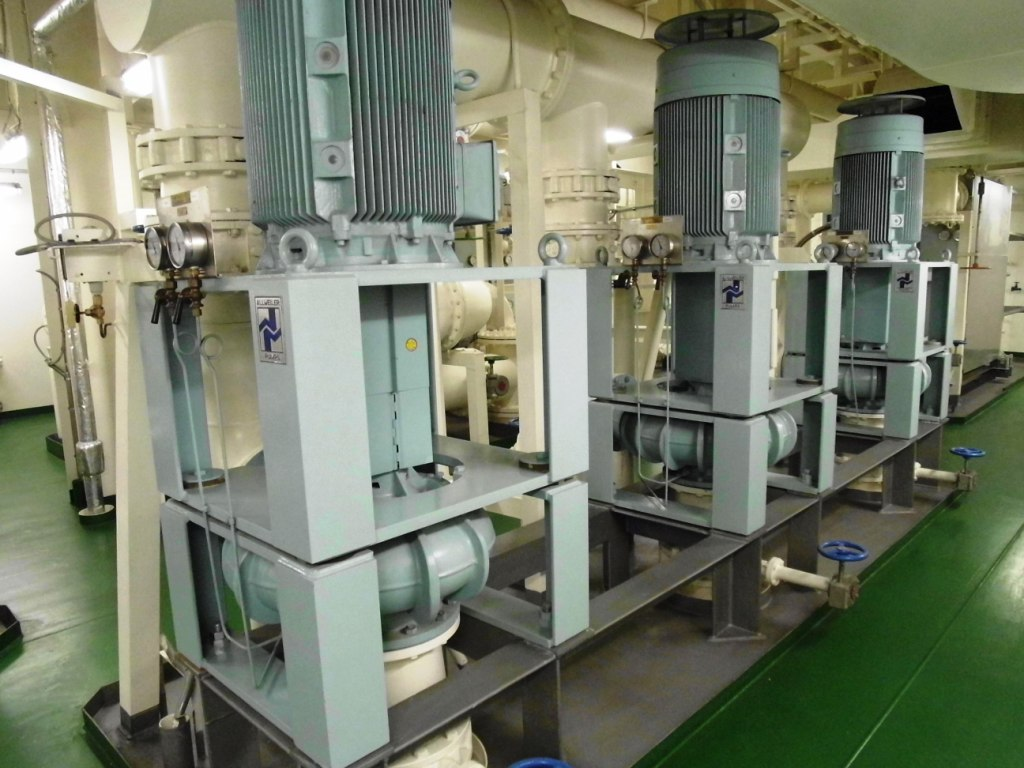
Frischkühlwasserpumpen
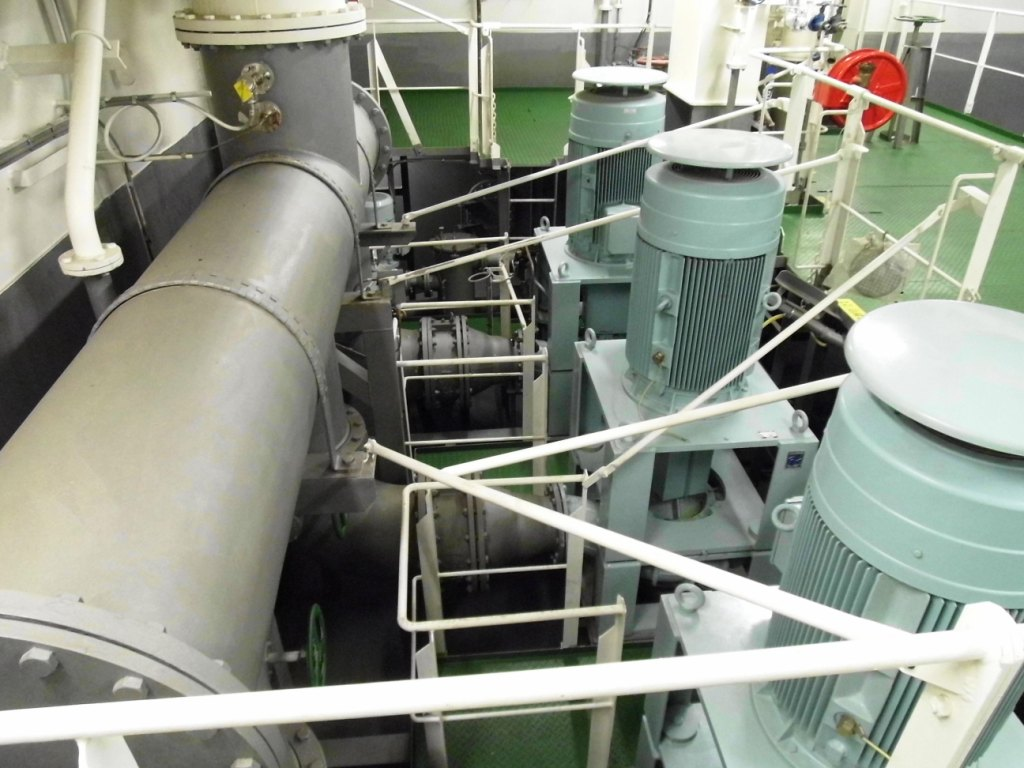
Seekühlwasserpumpen
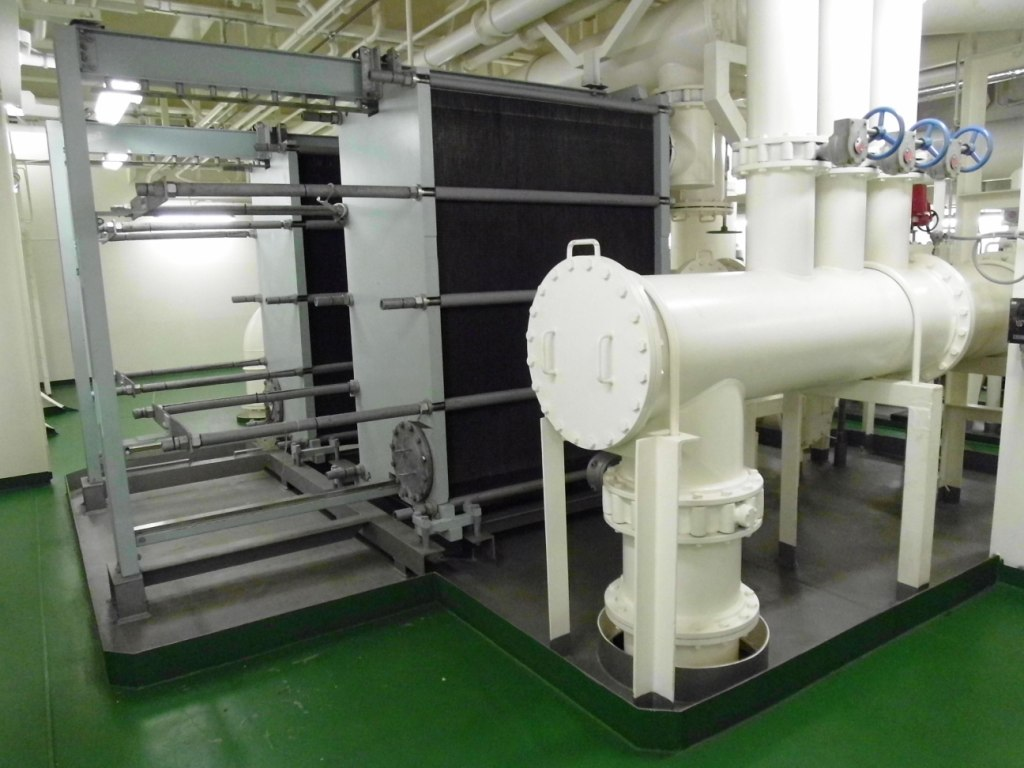
Plattenwärmetauscher von Frischkühlwasser zum Seekühlwasser

## Schiffshilfssysteme für den allgemeinen Schiffsbetrieb
- E-Versorgung und E-Notversorgung, die
- Dampfsystem zur Brennstoffvorwärmung auf rund 120 °C
- Rudermaschinen sowie das
- Feuerlöschsystem, das
- Ballastsystem, das
- Lenzsystem und die
- Anker- und Verholsysteme

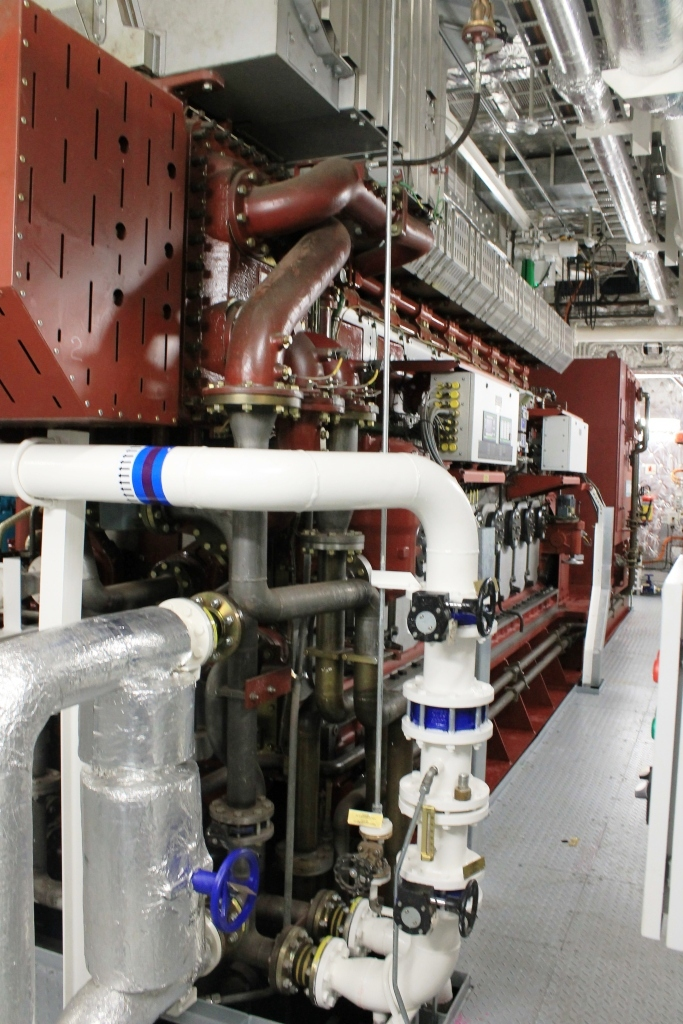
Hilfsdieselgenerator
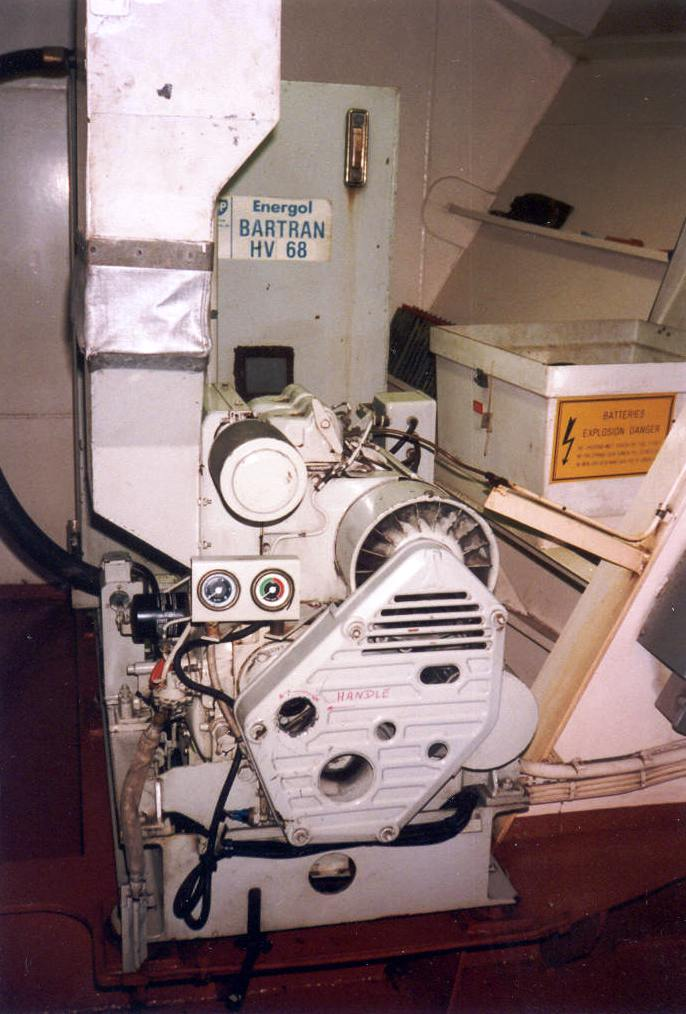
Notstromgenerator
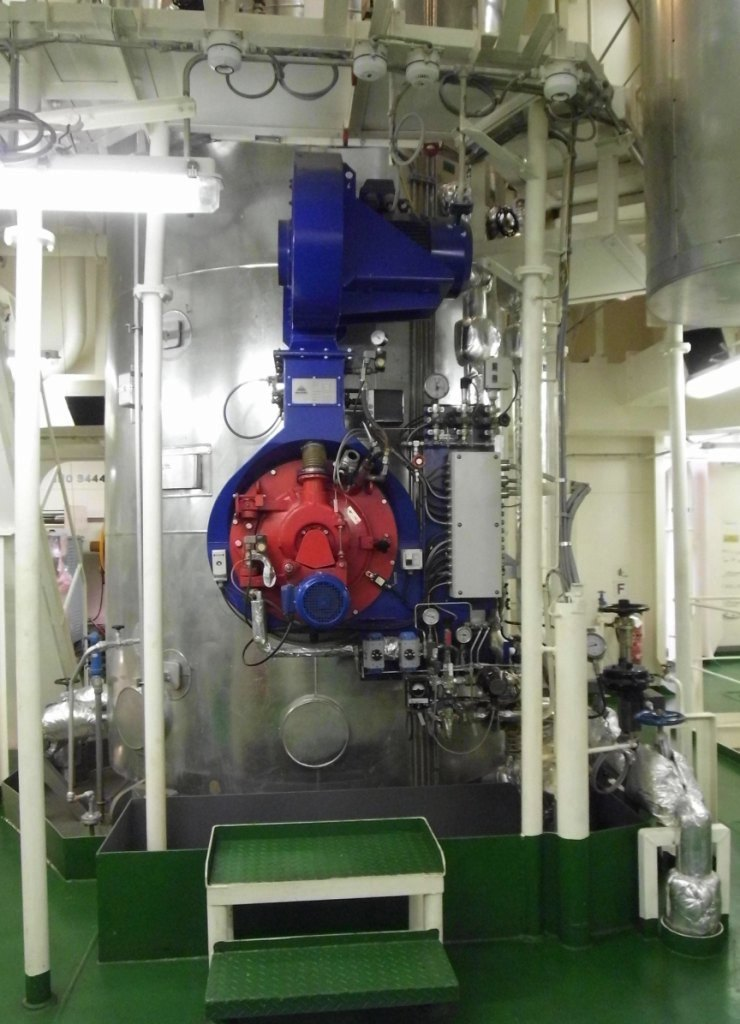
Hilfskessel zur Dampferzeugung im Revier- und Hafenbetrieb
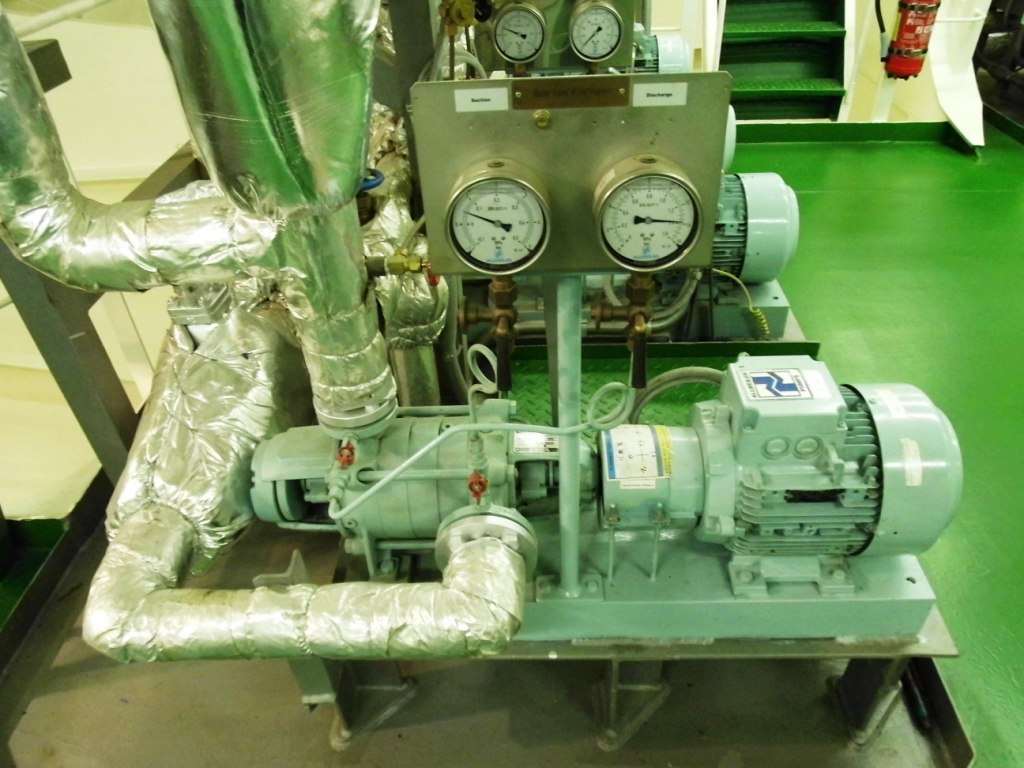
Speisewasserpumpe für das Dampfsystem
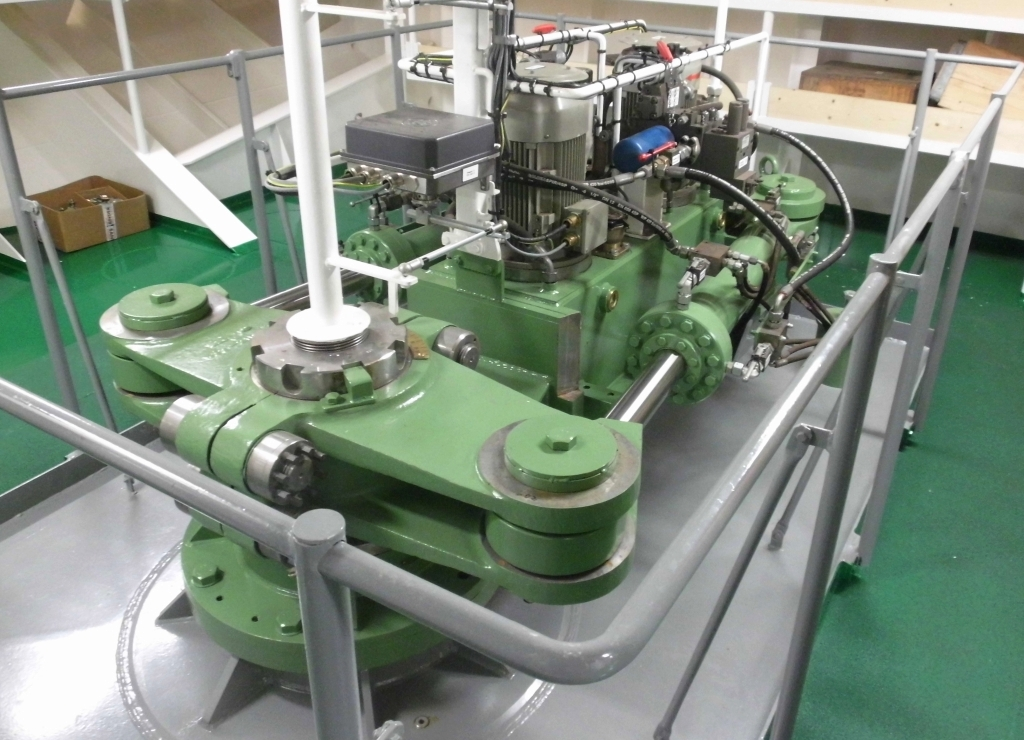
Rudermaschine
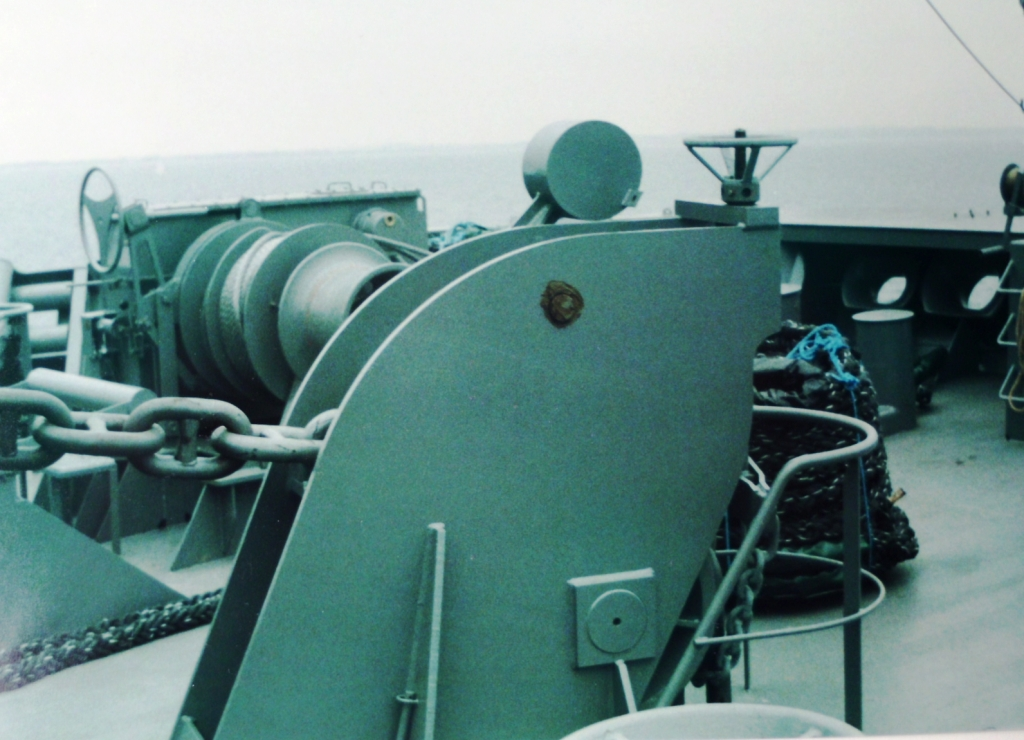
Ankerwinde

## Schiffshilfssysteme für die Menschen (Besatzung und Passagiere) und Ladung
- Lüftungs- und Klimatisierungsanlagen, die
- Proviantkälteanlagen, die
- Trinkwassererzeugung und -versorgung, die
- Müllentsorgung bzw. -verbrennung
- Ladungskühlanlagen
- Rettungssysteme

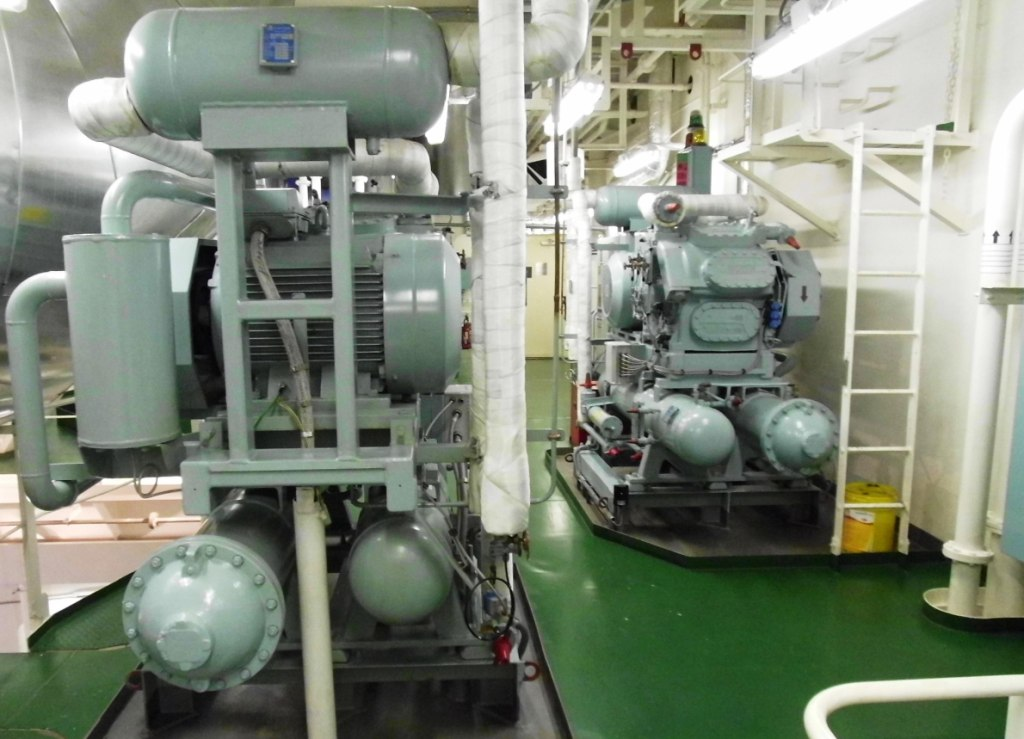
Kälteverdichter für die Klimaanlage
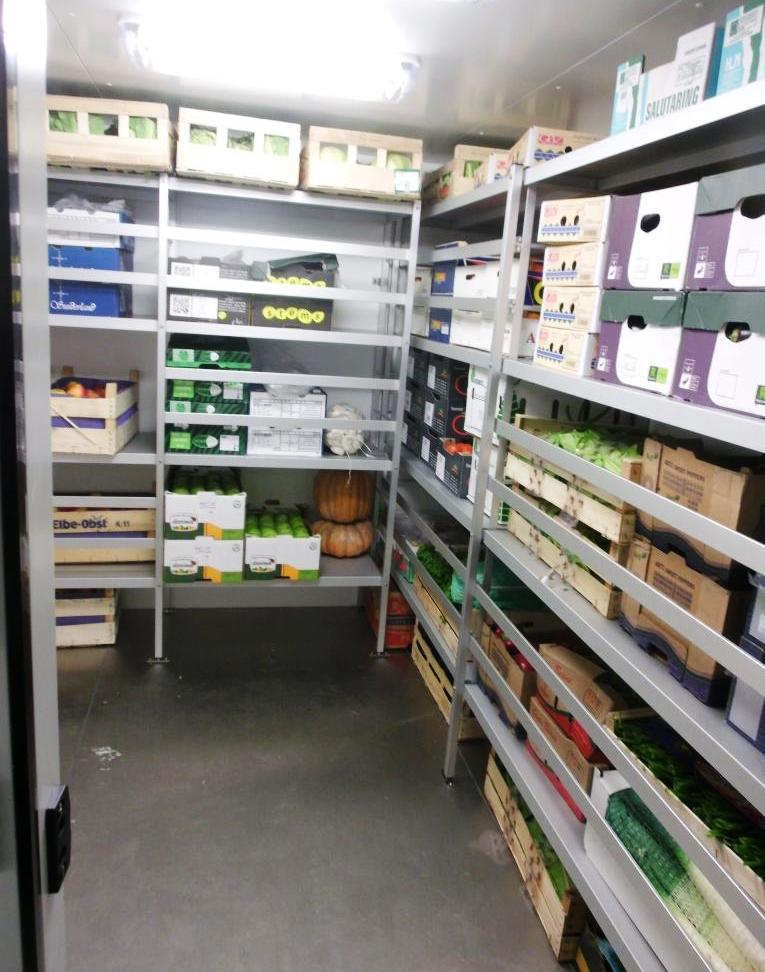
Proviant Gemüseraum
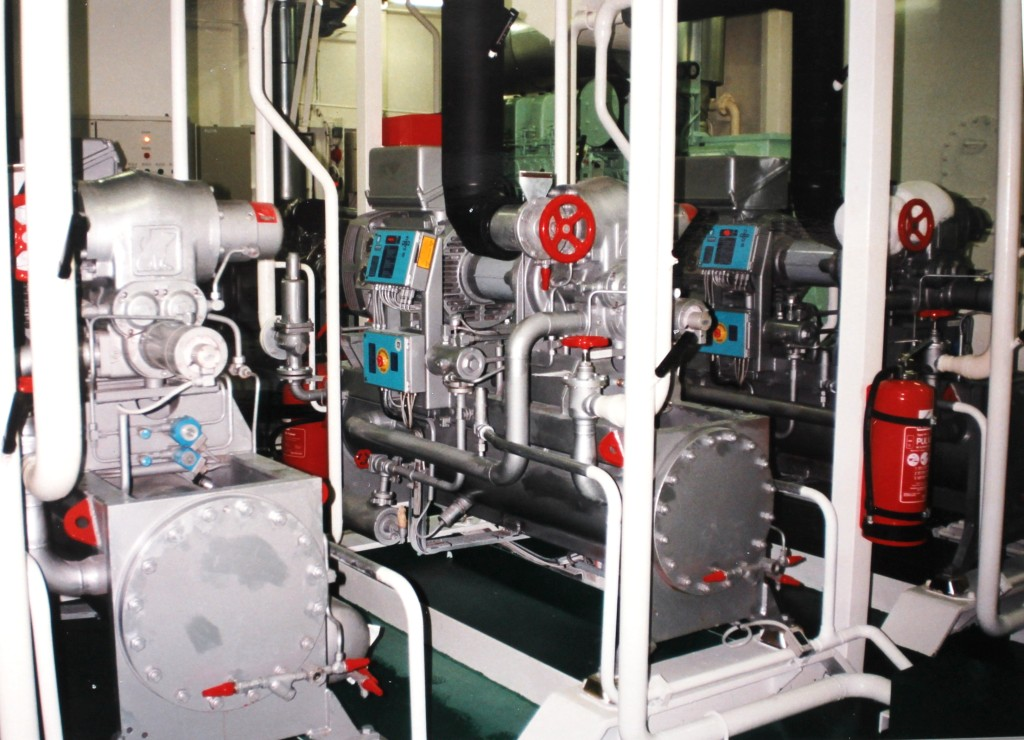
Ladungskühlanlage
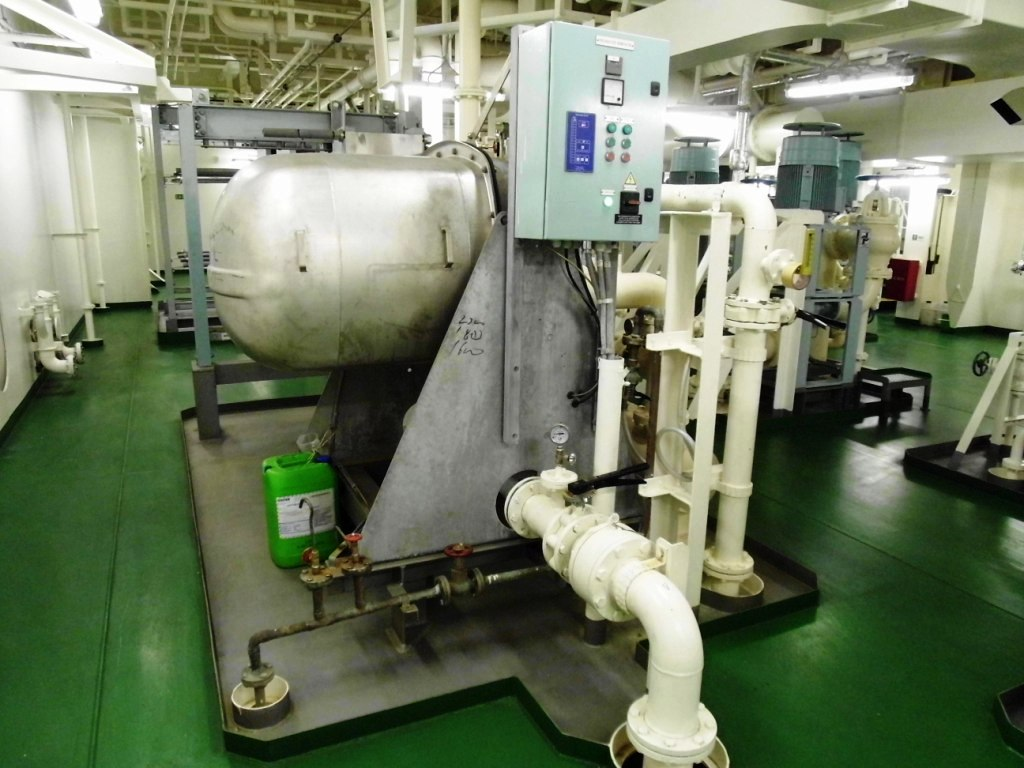
Trinkwassererzeuger
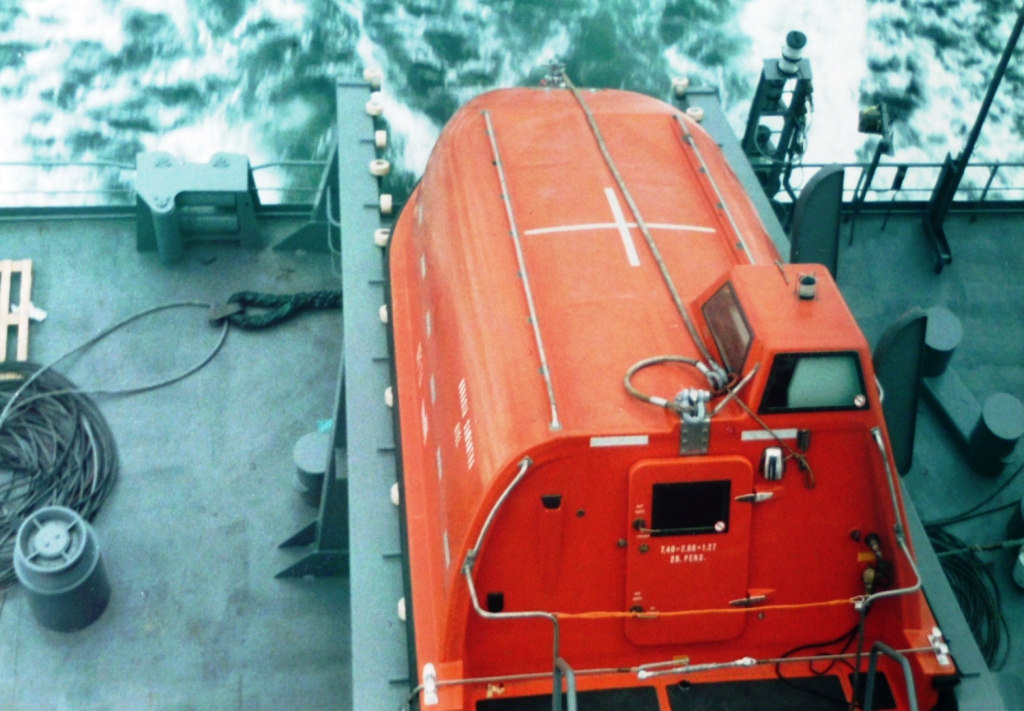
1985, Freifallrettungsboot der Norasia Samantha

## Schiffshilfssysteme für die Umwelt
Seit etwa 50 Jahren kommen neue Schiffshilfssysteme hinzu, die vorwiegend der Umwelt geschuldet sind. Ende der 1960er Jahre wurden
- Abwasseranlagen vorgeschrieben. Außerdem traten Vorschriften zur
- Müllentsorgung und für
- Entöler der Lenzsysteme, 2017 wurden
- Ballastwasserbehandlungsanlagen vorgeschrieben
- Abwracken

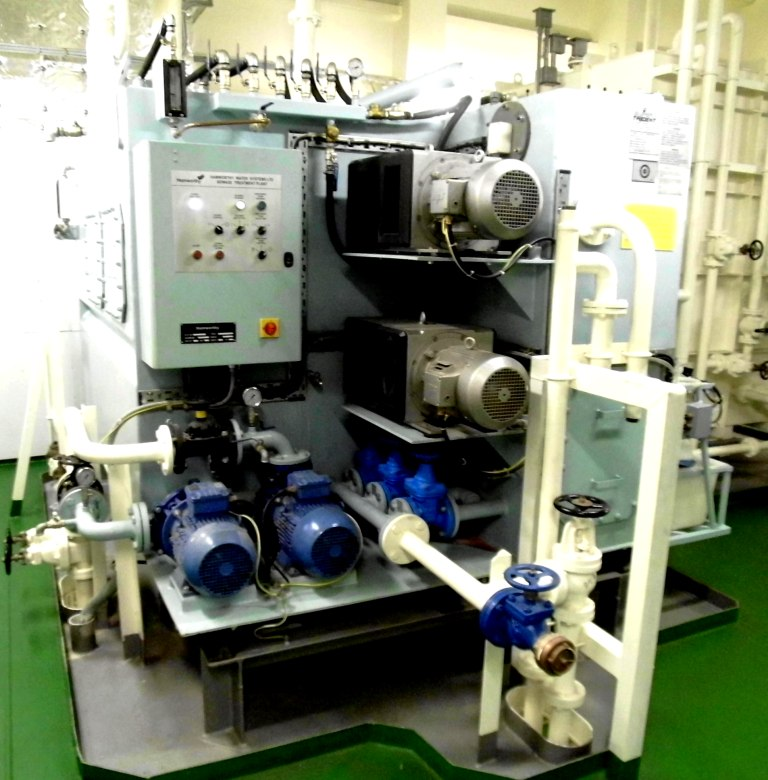
Abwasseranlage
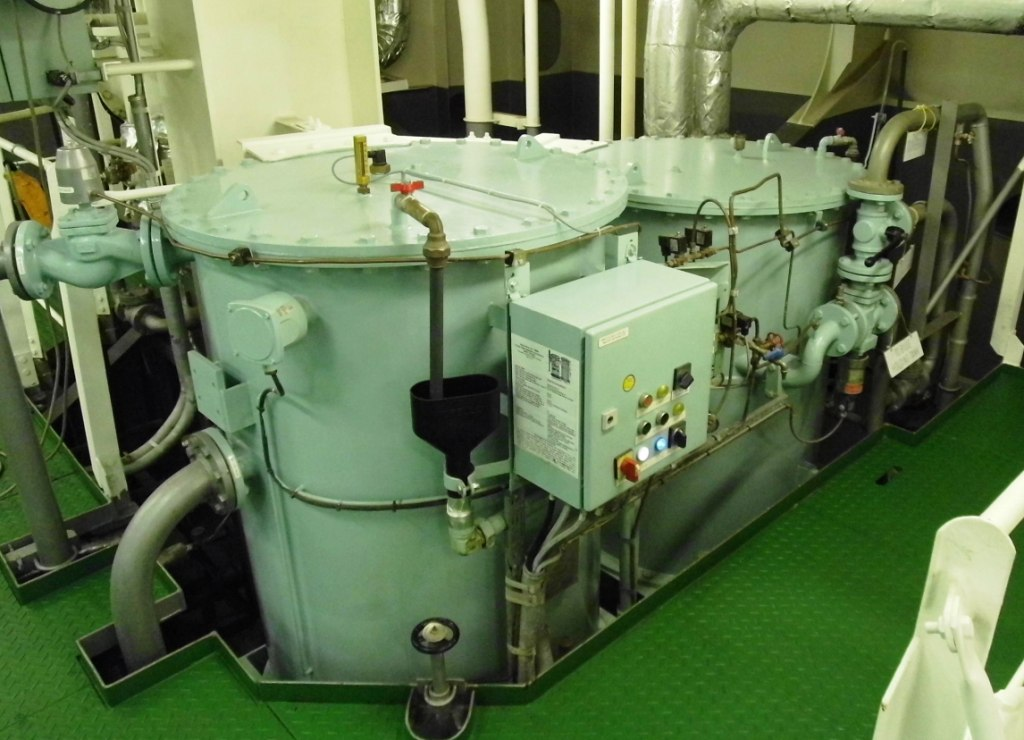
Entöler
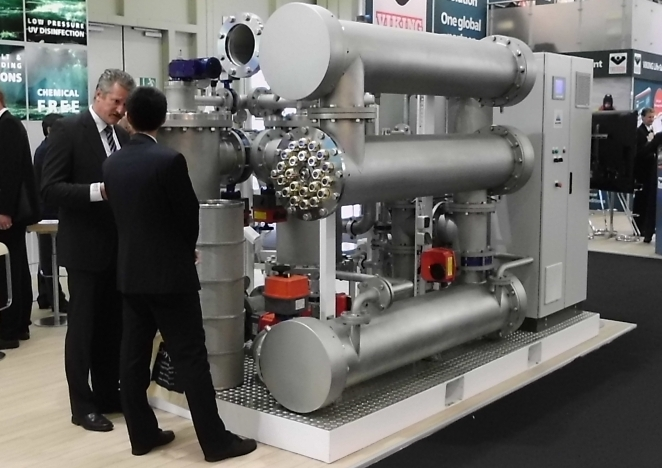
Ballastwasseraufbereitungssystem

Die Vorschriften zum Einbau und Betrieb von Ballastwasserbehandlungsanlagen wurden 2004 verabschiedet. Nach ihrer weltweiten Ratifizierung (2016) werden sie für alle Schiffe mit Ballastwassertanks gültig. Die Schiffsrecycling-Konvention schreibt weltweit die Standards der umweltgerechten Entsorgung von Schiffen (Abwracken) vor.
Die für Häfen und Sondergebiete (SECA) geltenden Regelungen für schwefelhaltige Abgase müssen in einigen Regionen bereits eingehalten werden. In Europa traten sie 2015 in Kraft und zeigen, dass die Schifffahrt auch in Umweltfragen vorankommt. Das gemäßigte Tempo hierbei erklärt sich dadurch, dass alle Regelungen international verhandelt werden und nach aufwendigen Ratifizierungsprozessen in den Flaggenstaaten weltweit in Kraft treten. Dadurch werden Wettbewerbsverzerrungen in der Schifffahrt weitgehend vermieden.